# Tesla (группа)
Tesla — американская хард-рок-группа, созданная в Сакраменто, Калифорния в 1984 году.

## История

### Образование иMechanical Resonance(1984—1988)
Группа образовалась в 1984 в Сакраменто как City Kidd, и была переименована в Tesla в процессе записи своего первого альбома, 1986’s Mechanical Resonance.
Оригинальный состав группы включал: вокалиста Джеффа Кейта, гитаристов Фрэнка Хэннона и Томми Скоча, басиста Брайана Уита и барабанщика Троя Лаккеты.
Музыка коллектива часто характеризуется как хард-рок. Тексты песен могут отклоняются от популярных тем в хард-роке, особенно в 1980-е годы. В начале своей карьеры Тесла провели тур с Дэвидом Ли Ротом, Def Leppard и Poison, что неправильно отразилось на названии жанра группы «глэм-метал». Участникам группы это не нравилось.

### The Great Radio ControversyиPsychotic Supper(1989—1993)
Альбом The Great Radio Controversy помог группе укрепить репутацию и увеличить количество фанатов. Самой известной композицией альбома стала баллада «Love Song», хит их творчества в 1980-е годы.
В 1990 году Tesla выпустили Five Man Acoustical Jam — живой альбом, который состоял из акустических версий таких хитов, как «Comin' Atcha Live», «Gettin' Better», «Modern Day Cowboy» и «Love Song». Альбом также содержал несколько каверов, среди которых наиболее выделялась версия «Signs», хит 1971 года группы Five Man Electrical Band.
В 1991 году группа выпустила третий студийный альбом Psychotic Supper. Японское импортное переиздание 1998 года Psychotic Supper содержало три ранее не выпускавшиеся композиции, как «Rock the Nation», «I Ain’t Superstitious» и «Run Run Run».

### Bust a Nutи пауза (1994—1999)
В 1994 году «Тесла» выпустили четвёртый студийный альбом Bust a Nut. Японское импортное переиздание 1998 года Bust a Nut включало дополнительную композицию, кавер на песню 1973 г. «The Ocean» группы Led Zeppelin.
После выпуска Bust a Nut, Томми Скоч ушёл из группы. Он вернулся после реабилитации от наркотической зависимости, но через несколько месяцев ушёл снова. А спустя ещё несколько месяцев, участники группы разошлись окончательно.

### Воссоединение (2000-наши дни)
После паузы, которая длилась шесть лет, группа возобновила свою деятельность. «Тесла» сыграла на шоу The Arco Arena в Сакраменто, 25 октября 2000 года. Прошло немного времени и они записали двойной live альбом Replugged Live.
В 2002 году они были включены в Rock Never Stops Tour с другими рок-группами 1980-х годов. В том же году ожидался альбом Standing Room Only, который в реальности стал только CD версией Replugged Live.
В 2004 году они записали свой пятый студийный альбом Into the Now, оказавшийся в «Billboard album chart» на 30-й строке. Альбом был хорошо встречен фанами и включён в Jimmy Kimmel Live!.
5 июля 2007 года вышел кавер-альбом Real to Reel на двух CD. В конце августа Tesla анонсировали свой первый мировой тур за 16 лет, который начался в Австралии, Японии и Европе в октябре и ноябре 2007 года.
В июне и июле 2008 года Tesla сыграли на несколько шоу в Европе и Америке, включая Sweden Rock Festival, Graspop Metal Meeting и Rocklahoma. 11 августа 2008 г. было объявлено, что следующий альбом группы получит название Forever More и он должен будет выпущен 7 октября 2008 г. на лейбле Tesla Electric Company Recordings. Продюсером альбома стал Терри Томас, который был продюсером в Bust a Nut. «Forever More» дебютировал под номером 33 на The Billboard 200 chart.
30 сентября 2010 году их студия полностью сгорела.
10 мая 2011 года «Тесла» сыграли на ралли для Sacramento Kings команды с National Basketball Association. В 2011 году группа выпустила акустический альбом Twisted Wires and the Acoustic Sessions.
8 марта 2019 года группа выпустила альбом "Shock" на лейбле Universal Music Group. Альбом был спродюсирован и написан в соавторстве с гитаристом Def Leppard Филом Колленом. Гитарист Tesla Фрэнк Хэннон, работавший с Колленом, сказал: "Я думаю, что люди будут несколько поражены альбомом. Звук, постановка и сами песни выводят нас на новый уровень."

## Состав группы

### Нынешнее участники
- Джефф Кейт — вокал (1984—1996, 2000-наши дни)
- Фрэнк Хэннон — электрическая и ведущая акустическая гитара, фортепиано, орган, орган Хаммонда, бас-гитара, бэк-вокал (1984—1996, 2000-наши дни)
- Дэйв Руд — соло и ритм-гитара, бэк-вокал, вокал, бас-гитара (2006-наши дни)
- Брайан Уит — бас-гитара, фортепиано, бэк-вокал, вокал (1984—1996, 2000-наши дни)
- Трой Лаккета — ударные, перкуссия (1984—1996, 2000-наши дни)

### Бывшие участники
- Томми Скоч — соло и ритм гитара, бэк вокал (1984—1994, 1995—1995, 2000—2006)
- Джоуи Мурриета — соло гитара (1983)
- Кертис Чепмен — соло гитара (1983—1984)
- Брук Брайт — соло гитара, вокал (1981—1983).
- Джефф Харпер — вокал

## Дискография

### Студийные альбомы
- 1986 — Mechanical Resonance
- 1989 — The Great Radio Controversy
- 1991 — Psychotic Supper
- 1994 — Bust a Nut
- 2004 — Into the Now
- 2007 — A Peace of Time
- 2007 — Real To Reel (2CD)
- 2008 — Forever More
- 2014 — Simplicity
- 2019 — Shock